# رودریگو سوتو
رودریگو سوتو (به پرتغالی: Rodrigo Ribeiro Souto) هافبک اهل برزیل است که در شهر ریودو ژانیرو و در تاریخ ۹ سپتامبر ۱۹۸۳ به دنیا آمده‌است.
رودریگو سوتو در تیم‌های فوتبال São Cristóvão سابقهٔ حضور دارد.